# Phaeosporis melasperma
Phaeosporis melasperma är en svampart som först beskrevs av William Nylander och fick sitt nu gällande namn av Frederic Edward Clements 1909. 
Phaeosporis melasperma ingår i släktet Phaeosporis, ordningen Sordariales, klassen Sordariomycetes, divisionen sporsäcksvampar och riket svampar.   Inga underarter finns listade i Catalogue of Life.